# Цветаев, Александр Александрович
Александр Александрович Цветаев (26.8.1896, с. село Наруксово, Лукояновский уезд, Нижегородская губерния  — 1985, Уфа) — советский географ, педагог. кандидат педагогических наук (1954). Научная деятельность связана с исследованиями в области физической географии. Автор около 15 научных работ, в том числе учебников по географии Башкирии для средних школ.
Участник Гражданской и Великой Отечественной войн.

## Образование
Окончил Башпединститут им. К. А. Тимирязева (1939), (ныне Уфимский университет науки и технологий), Военную академию им. М. В. Фрунзе (Москва, 1944).

## Педагогическая деятельность
С 1934 завуч средней школы № 1 г. Ишимбай.
В 1939—41 и 1946—65 в БашГУ (ныне Уфимский университет науки и технологий): с 1948 декан географического факультета, с 1951 завкафедрой физической географии.